# Hasina Wajed
Sheikh Hasina Wajed (শেখ হাসিনা ওয়াজেদ), född 28 september 1947 i Tungipara, provinsen Dhaka, är en bangladeshisk politiker. Hon är dotter till Mujibur Rahman, Bangladeshs förste president. Sedan 1981 är Hasina partiledare för Awamiförbundet, partiet som fadern var med om att bilda.
Hon och hennes huvudrival Khaleda Zia har dominerat politiken i Bangladesh i snart 20 år.
1996 efterträdde Hasina Khaleda och 2001 var det omvända roller. Efter att en övergångsregering tagit över makten 2007, till följd av ett inställt val, fängslades Hasina Wajed först och nekades senare inresa till Bangladesh efter en utlandsresa.
I valet i december 2008 ställdes åter de båda kvinnliga före detta premiärministrarna mot varandra.
Denna gång gick Hasina segrande ur striden.

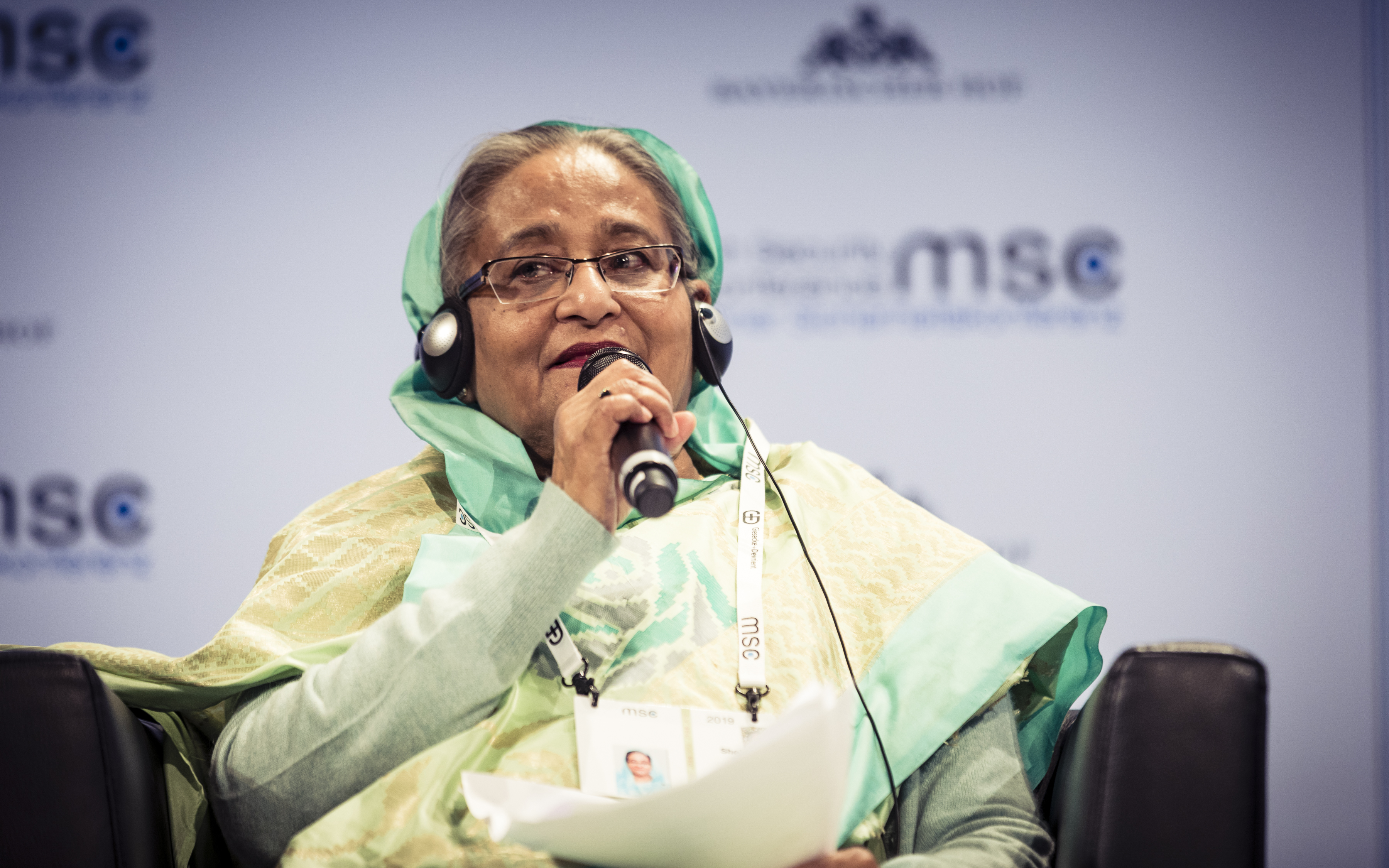
Sheikh Hasina Wajed februari 2019.

Hasina är den som har innehaft posten som premiärminister längst av alla i  Bangladesh och hon har lyckats att öka tillväxten och minska fattigdomen i landet. Flera kontroverser med grannländerna har lösts under hennes regeringstid och år 2018 fick hon beröm för att ta emot rohingyaflyktingar från Myanmar. Men hon har också kritiserats för otillräckliga demokratiska reformer.
År 2019 var Hasina nr 6 på tidningen Forbes lista över världens mest betydande kvinnliga politiker.

## Utmärkelser
- Félix Houphouët-Boignys fredspris,  1998
- Deshikottam,  1999[10]
- Hedersdoktor vid Ryska folkvänskapsuniversitet,  2000[11]
- Pearl S. Buck Award,  2000[12]
- Indira Gandhi-priset,  2009
- Champions of the Earth,  2015
- Agent of Change Award,  2016[13][14][15]
- Time 100,  2018[16]
- Hedersdoktor vid Wasedauniversitetet
- Honorary Fellow of Bangla Academy

[Redigera Wikidata]